# Joseph Bell
Joseph Bell (2. prosince 1837 – 4. října 1911) byl skotský lektor lékařské fakulty Edinburské univerzity. Stal se inspirací literární předlohy Sherlocka Holmese.

## Život
Studoval lékařství na lékařské fakultě university v Edinburghu (University of Edinburgh) a v roce 1859 získal titul DL. Když královna Viktorie navštívila Skotsko, sloužil jako její osobní lékař. Také vydal několik lékařských učebnic. Byl členem Královské koleje chirurgů (Fellow of the Royal College of Surgeons of Edinburgh - FRCSE), smírčí soudce a zástupce nadporučíka. V roce 1887 byl zvolen předsedou FRCSE.
Napsal knihu Manuál operací chirurgie, která vyšla v roce 1866. Zemřel 4. října 1911. Byl pohřben na hřbitově v Edinburghu po boku své manželky Edith Katherine Erskine Murray, a jejich syna Benjamina.

## Inspirace pro Sherlocka Holmese
V roce 1877 se setkal s Arthurem Conanem Doyle, který poté pracoval jako Bellův úředník v Edinburgh Royal Infirmary. Doyle později napsal sérii populárních příběhů ve kterých vytvořil románovou postavu Sherlocka Holmese, která byla volně založená na Bellovi a jeho všímavých metodách. Bell si byl vědom této inspirace. Podle Irvinga Wallace byl zapojený do několika policejních vyšetřování, především ve Skotsku, obvykle s forenzním expertem profesorem Henry Littlejohnem.